# Tissandier-Luchtschip
Het Tissandier-Luchtschip was het eerste luchtschip met een elektromotor.  
Na de succesvolle tests van Giffard, bouwden Gaston en Albert Tissandier een luchtschip met een 1 ½ pk Siemens elektromotor.  Het luchtschip werd in 1883 getest, maar omdat deze niet erg bevredigend waren stopte men in 1884 met de proeven.